# SriLankan Airlines
SriLankan Airlines Limited (сингальский:ශ්‍රී ලන්කන් ගුවන් සේවය, тамильский: சிறீலங்கன் எயர்லைன்ஸ்) (ранее известная как Air Lanka) — национальная авиакомпания Шри-Ланки. Выполняет рейсы в Азию и Европу со своей базы международного аэропорта Бандаранаике в крупнейшем городе Шри-Ланки Коломбо. Штаб-квартира авиакомпании находится в международном аэропорту Бандаранаике в Катунаяке, Шри-Ланка.

## История
Air Lanka была создана правительством Шри-Ланки в июле 1979 года после ликвидации Air Ceylon в 1978 году. Первоначально новый авиаперевозчик начал работу на двух Boeing 707, взятых в лизинг у Singapore Airlines, но уже в том же году Air Lanka приобрела эти самолёты в собственность. Тогда же был приобретён ещё лайнер Boeing 737, использовавшийся на коротких маршрутах. В 1980-х годах авиакомпания увеличила количество направлений и самолётов. В середине 1980-х годов Air Lanka использовала два самолёта Boeing 747-200 на ряде европейских направлений. К 1990 году компания обслуживала 26 направлений. Золотым самолётом авиакомпании стал Lockheed L-1011 TriStar, который работал в авиакомпании с 1980 по 2000 годы. В декабре 1992 года перевозчик приобрёл первый Airbus A320.
В 1998 году находившаяся в государственной собственности Air Lanka была частично приватизирована Emirates Group (Дубай) после того, как Эмираты и правительство Шри-Ланки подписали соглашение о десятилетнем стратегическом партнёрстве. Это соглашение включало эксклюзивные права на наземное обслуживание для самолётов и кейтеринг в аэропорту Коломбо Бандаранаике. Эмираты приобрели 40 % акций Air Lanka общей стоимостью $70 млн (который позже увеличился до 43,6 %), приступив к модернизации воздушного флота и принятию мер, направленных на повышение имиджа авиакомпании. Правительство Шри-Ланки сохранило контрольный пакет акций перевозчика, однако предоставило Emirates Group полные права на совершение инвестиций и принятие управленческих решений. В 1998 году Air Lanka переименована в SriLankan Airlines.
SriLankan приобрела 6 Airbus A330-200 в дополнение к своему флоту из самолётов Airbus A340-300 и A320-200. Самолёт A330-200 присоединился к авиакомпании в период с октября 1999 года по июль 2000 года. Четвёртый A340-300 прибыл в Коломбо, окрашенный в новой корпоративной ливрее авиакомпании. SriLankan произвела ребрендинг пассажирских салонов собственных лайнеров А340 и перекомпоновку салонов этих лайнеров в два класса — бизнес- и экономический.
SriLankan Airlines неоднократно терпела убытки от террористических атак и природных катаклизмов — вспышка атипичной пневмонии в Азиатско-Тихоокеанском регионе, землетрясение в Индийском океане 2004 года, гражданская война на Шри-Ланке, атака аэропорта Бандаранаике, в ходе которой было уничтожено 4 лайнера авиакомпании и повреждено ещё два её самолёта, что в численном выражении составляло половину флота перевозчика.
Руководство SriLankan приняло решение развивать аэропорт Коломбо в качестве собственного азиатского хаба, в результате чего была сформирована маршрутный сегмент региональных авиаперевозок и открыты рейсы в Индию и на Ближний Восток.
Одновременно компания продолжала расширение маршрутной сети в других направления, начала осуществлять регулярные полёты в Джидду, ставший третьим аэропортом перевозчика в Саудовской Аравии после Эр-Рияда и Даммама, а также пятьдесят первым по счёту пунктом назначения в собственной маршрутной сети. Число регулярных рейсов на Ближний Восток при этом увеличилось до девяти.
19 декабря 2007 года генеральный директор Питер Хилл был отправлен в отставку правительством Шри-Ланки. Причиной увольнения топ-менеджера стали существенные финансовые убытки авиакомпании в результате сделок по хеджированию.
В 2008 году Emirates Group уведомило правительство Шри-Ланки об отсутствии намерений в продлении договора на управление авиакомпанией, который истёк спустя два месяца — 31 марта того же года.
Служебная форма бортпроводников авиакомпании оставалась неизменной с момента основания Air Lanka до февраля 2010 года, затем была введена новая форма. Первым пунктом назначения при расширении был объявлен Шанхай (Китай), куда рейс начал выполняться 1 июля 2010 года. 28 января 2011 года авиакомпания начала полёты в Гуанчжоу (Китай). Компания планирует начать полёты в Сеул, Сидней и Йоханнесбург в 2013 году, а также в Копенгаген, Хошимин и Манилу.
В 2010 году Emirates Group продали свою долю (43,63 %) в авиакомпании правительству Шри-Ланки.

## Флот

### Действующий флот
По состоянию на февраль 2013 года флот SriLankan Airlines состоит из следующих самолётов со средним возрастом 9,3 лет:

### Заказы
До конца 2013 года правительство страны приобретёт шесть новых А-330 для национального перевозчика. По словам министра гражданской авиации Приянкара Жаяратне SriLankan переживает этап модернизации, поэтому компания будет постепенно избавляться от своего стареющего парка.
SriLankan Airlines планирует увеличить свой парк до 30 самолётов в течение ближайших четырёх лет и в настоящее время ведёт переговоры с концернами Airbus и Boeing о сделке, которая может включать поставку девяти дальнемагистральных лайнеров. Также возможность аренды четырёх дополнительных самолётов Airbus A320. Капила Чандрасена сказал, что перевозчик планирует добавить модели Airbus A330-300 и Boeing 777 для своего флота, чтобы заменить ими Airbus A340-300, начало поставки в 2013—2014 гг.

### Грузовой флот
SriLankan Airlines выполняет несколько грузовых рейсов на Ближнем Востоке и Индии, используя Douglas DC-8-63F в Expo Air и Boeing 727-200F в Lankan Cargo.